# Acostemana albida
Acostemana albida är en insektsart som beskrevs av Evans 1954. Acostemana albida ingår i släktet Acostemana och familjen dvärgstritar. Inga underarter finns listade i Catalogue of Life.